# Turkmeense Socialistische Sovjetrepubliek
De Turkmeense Socialistische Sovjetrepubliek (Turkmeens: Түркменистан Совет Социалистик Республикасы, Türkmenistan Sovet Sotsialistik Respublikasy; Russisch: Туркменская Советская Социалистическая Республика, Toerkmenskaja Sovetskaja Sotsialistitsjeskaja Respoeblika) was een socialistische republiek binnen de Sovjet-Unie, die van 1925 tot 1991 heeft bestaan en de voorloper was van de huidige republiek Turkmenistan.
De geschiedenis van de Turkmeense SSR gaat terug naar 7 augustus 1921 toen het de Turkmeense oblast (Туркменская область) van de Turkestaanse Autonome Socialistische Sovjetrepubliek vormde. Op 13 mei 1925 werd deze autonome sovjetrepubliek getransformeerd tot een volwaardige unierepubliek. Het gebied werd aangevuld met kleine delen van de Volksrepubliek Chorasmië, de Volksrepubliek Boechara en de Russische Socialistische Federatieve Sovjetrepubliek. Op 27 oktober 1991 verklaarde de Turkmeense sovjetrepubliek zich onafhankelijk van de Sovjet-Unie en noemde zich voortaan de Republiek Turkmenistan.
Op 5 oktober 1948 werd de staat getroffen door een zeer zware aardbeving. Het aantal slachtoffers was lang onduidelijk, maar in 2007 meldde een Turkmeense overheidsinstantie dat de aardbeving 176.000 mensen het leven kostte. Dit komt overeen met meer dan 10% van de toenmalige bevolking.